# Caloptilia pyrrhochroma
Caloptilia pyrrhochroma är en fjärilsart som beskrevs av Lajos Vári 1961. Caloptilia pyrrhochroma ingår i släktet Caloptilia och familjen styltmalar. Inga underarter finns listade i Catalogue of Life.